# Everlasting (財津和夫の曲)
『Everlasting』（エヴァーラスティング）は、財津和夫の通算13枚目のシングル。

## 解説
前作「メルティング」から約2年ぶりとなるシングルで、アルバム『愛はちっとも難しくない』からの先行シングル。

## 収録曲
| 全作詞・作曲・編曲: 財津和夫。 |                            |          |            |      |
| #                              | タイトル                   | 作詞     | 作曲・編曲 | 時間 |
| 1.                             | 「Everlasting」            | 財津和夫 | 財津和夫   | 4:42 |
| 2.                             | 「愛はちっとも難しくない」 | 財津和夫 | 財津和夫   | 5:01 |
| 3.                             | 「バタートーストかじって」 | 財津和夫 | 財津和夫   | 1:48 |
| 合計時間:                      | 合計時間:                  | 11:31    |            |      |

## タイアップ
| # | 曲名                       | タイアップ                   | 出典  |
| - | -------------------------- | ---------------------------- | ----- |
| 1 | 「Everlasting」            | '95メナード年間テーマソング  | [ 1 ] |
| 3 | 「バタートーストかじって」 | 雪印バターハーフ TV-CFソング |       |